# Azione teatrale
L'Azione teatrale è un genere di opera, popolare in Italia e nell'Europa meridionale tra la fine del XVII e il XVIII secolo. A volte è anche combinata con opere diverse come l'azione scenica, il componimento dramatico o il componimento da camera.

## Descrizione e storia
Un'azione teatrale era tipicamente di dimensione più breve, con pochi attori, di solito nessun coro e presentata in un unico atto o divisa in due parti. Questi spettacoli musicali venivano solitamente presentati ai dignitari nei loro palazzi privati o nei teatri aristocratici dei loro ospiti. Di natura dedicataria, le trame perfezionate dalla luce principale della fase dell'Illuminismo, Pietro Metastasio, ruotano attorno alla prova e alla lotta personale di un individuo per superare le difficoltà, la privazione o la tentazione sulla sua strada per essere un uomo migliore.
Opere più grandi, con più personaggi, cori festivi e spesso che coinvolgono personaggi storici o mitologici, erano chiamate una festa teatrale.
Esempi del genere comprendono l'Armida di Traetta (1761), Il sogno di Scipione di Mozart (1772) e L'isola disabitata di Haydn (1779). Anche l'Orfeo ed Euridice (1762) di Gluck appartiene a questo genere, sebbene per molti versi atipico.
L'influenza a lungo termine di questo tipo di lavoro teatrale può essere percepita in A Christmas Carol di Charles Dickens, in cui Scrooge si confronta e offre un modo per vivere al massimo del suo potenziale. In quanto tale, è molto basato su Il sogno di Scipione di Metastasio.